# Francesco Gamba
Francesco Gamba (* 21. Dezember 1818 in Turin, Königreich Sardinien; † 10. Mai 1887 ebenda) war ein italienischer Landschafts- und Marinemaler sowie Kupferstecher, Kurator und Autor kunstgeschichtlicher Schriften.

## Leben
Gamba war einer von drei Söhnen des Barons Alberto Gamba, eines 1835 nobilitierten Beamten der Regia Camera de’ Conti des Königreichs Sardinien-Piemont, und dessen aus Mannheim stammender Ehefrau Maria Martha, geborene Borgnis (1794–1864). Seine Brüder waren Enrico Gamba (1831–1883), der später ein Genremaler wurde, sowie Alberto Gamba (1822–1901), der Arzt und Anatomie-Professor wurde. Gamba studierte zunächst Jura; parallel begann er, sich in Kursen der Accademia Albertina zum Maler auszubilden. Bereits 1842 nahm er an einer Ausstellung des Turiner Kunstvereins (Società promotrice delle belle arti di Torino) teil. In den Jahren 1842 bis 1845 bereiste er Italien, insbesondere Rom, Neapel und Venedig. 1846 stellte er die dabei entstandenen Gemälde in Turin zum Verkauf aus, wo sie insbesondere von der aufstrebenden Bourgeoisie Turins erworben wurden.

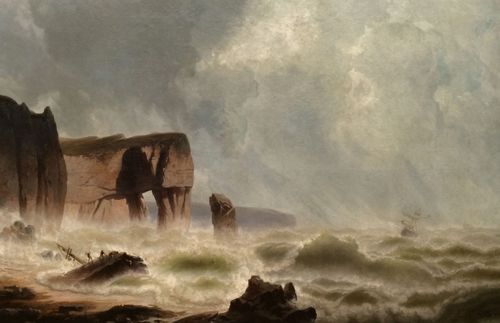
Scogliere di Helgoland (Felsen von Helgoland), 1879

Zwischen 1845 und 1855 folgte eine Phase, in der Gamba auf Studienreisen in Europa mit Malern der Schule von Barbizon und der Düsseldorfer Malerschule Kontakt aufnahm und von ihnen künstlerisch beeinflusst wurde, insbesondere von Andreas Achenbach und Hermann Mevius. Die unter diesem Einfluss entstandene Landschaftsmalerei wurde als „nuova scuola piemontese“ gefeiert. Zu Beginn der 1850er Jahre kauften auch Mitglieder der königlichen Familie und des Adels Sardinien-Piemonts seine Werke. Auf der Weltausstellung Paris 1855 stellte Gamba das heute verschollene Gemälde Burrasca contro le scogliere di Porto Venere aus, womit er sich wohl auf Achenbachs auf 1857 datierten, aber bereits 1855 entstandenen Tramonto dopo un temporale a Porto Venere nel golfo della Spezia (Sonnenuntergang nach einem Unwetter bei Porto Venere am Golf von Spezia) bezog.
1858 begann Gamba, seine Marinen mit der Darstellung von Szenen aus historischen Seeschlachten zu kombinieren. In diesem Jahr entstand etwa das Gemälde L’indomani della battaglia di Trafalgar, worin er die Schlacht von Trafalgar behandelte. Mitte der 1860er Jahre kehrte er zu seiner „reinen“ Landschafts- und Marinemalerei zurück, die von zeitgenössischen italienischen Kunstkritikern als Anlehnung an die niederländische Malerei des Goldenen Zeitalters aufgefasst wurde. Besonders hoben sie die für italienische Maler seinerzeit ungewöhnlich beschränkte, fast monoton wirkende Farbpalette in Gambas Malerei hervor.
1869 wurde Gamba zum Direktor der Pinacoteca Albertina ernannt, der Königlichen Gemäldesammlung Turins. Von 1863 bis 1867 gehörte er dem Vorstand des Stadtmuseums Turin an. Im Jahr 1880 fungierte er als Vorsitzender der Kunstabteilung der Nationalausstellung Turin (Esposizione nazionale di Torino).

## Schriften
- Abbadia di S. Antonio di Ranverso e Defendente De Ferrari da Chivasso, pittore dell’ultimo de’ Paleologi, Turin 1876.
- mit Giovanni Vico: Indicazione sommaria dei quadri e dei capi d’arte della R. Pinacoteca di Torino. Con indice alfabetico de’ nomi e soprannomi degli artisti e numeri corrispondenti alle opere ivi esposte, Turin 1879.
- L’arte antica in Piemonte, Turin 1882.